# Sorkokret syczuański
Sorkokret syczuański (Uropsilus andersoni) – gatunek występującego w Chinach sorkokreta z rodziny kretowatych.

## Nazewnictwo
Sorkokret syczuański w języku angielskim funkcjonuje pod nazwą Anderson’s Shrew Mole.

## Występowanie
Sorkokret syczuański występuje na terenie Chin. Jest gatunkiem endemicznym dla prowincji Syczuan położonej w środkowo-zachodniej części kraju, przy czym ogranicza się do występowania na obszarze znajdującego się tam masywu górskiego Emei Shan i przylegających do niego terenów, gdzie występują także inne gatunki z rodzaju Uropsilus: Uropsilus gracilis i Uropsilus soricipes.

## Ochrona
Ze względu na niewielki obszar występowania istnieje stosunkowo mało danych na temat tego gatunku. Nie jest znany stan populacji, wymagania siedliskowe, ekologia gatunku czy zagrożenia. Sprawiło to, że w Czerwonej księdze gatunków zagrożonych (publikowanej przez Międzynarodowa Unię Ochrony Przyrody) został on zakwalifikowany do kategorii Data Deficient, oznaczającej niewystarczającą ilość danych, by przyporządkować gatunek do innej kategorii.

## Morfologia
Sorkokret syczuański ma:
- ryjówkowate ciało,
- pysk długi i cienki,
- krótkie przednie kończyny, nieprzystosowane do grzebania,
- długi ogon zakończony pęczkiem włosów przypominającym pędzel,
- 10 zębów w szczęce i 9 w żuchwie.